# Elisabetta Gonzaga (1348-1383)
Elisabetta Gonzaga (1348 – settembre 1383) è stata una nobile italiana.

## Biografia
Elisabetta (Verena Isabella) Gonzaga era figlia di Filippino Gonzaga e di Anna Dovara.

## Discendenza
Il 9 febbraio 1354 sposò Rodolfo IV d'Asburgo-Laufenburg e da lui ebbe a soli 7 anni un unico figlio, Giovanni IV. Continuava per i Gonzaga l'imparentamento con gli ambienti imperiali, coltivato dal 1347 ed iniziato dal padre Filippino con il matrimonio di Verena, figlia di Giovanni II d'Asburgo.

## Ascendenza
|                    |     |                                       | Genitori                                     |  |  | Nonni |  |  | Bisnonni      |  |  | Trisnonni       |  |
|                    |     |                                       |                                              |  |  |       |  |  | Guido Corradi |  |  | Antonio Corradi |  |
|                    |     |                                       |                                              |  |  |       |  |  | Guido Corradi |  |  | Antonio Corradi |  |
|                    |     | Richilde Pedroni                      |                                              |  |  |       |  |  | Guido Corradi |  |  |                 |  |
| Luigi I Gonzaga    |     |                                       |                                              |  |  |       |  |  | Guido Corradi |  |  |                 |  |
|                    |     | Estrambina di San Martino             | Strambino dei conti San Martino di Strambino |  |  |       |  |  |               |  |  |                 |  |
|                    |     | Estrambina di San Martino             | Strambino dei conti San Martino di Strambino |  |  |       |  |  |               |  |  |                 |  |
|                    |     | Estrambina di San Martino             | …                                            |  |  |       |  |  |               |  |  |                 |  |
| Filippino Gonzaga  |     | Estrambina di San Martino             |                                              |  |  |       |  |  |               |  |  |                 |  |
|                    |     | Ramberto Ramberti                     | …                                            |  |  |       |  |  |               |  |  |                 |  |
|                    |     | Ramberto Ramberti                     | …                                            |  |  |       |  |  |               |  |  |                 |  |
|                    |     | Ramberto Ramberti                     | …                                            |  |  |       |  |  |               |  |  |                 |  |
| Richilda Ramberti  |     | Ramberto Ramberti                     |                                              |  |  |       |  |  |               |  |  |                 |  |
|                    |     | Margherita di Almerico dei Lavellongo | …                                            |  |  |       |  |  |               |  |  |                 |  |
|                    |     | Margherita di Almerico dei Lavellongo | …                                            |  |  |       |  |  |               |  |  |                 |  |
|                    |     | Margherita di Almerico dei Lavellongo | …                                            |  |  |       |  |  |               |  |  |                 |  |
| Elisabetta Gonzaga |     | Margherita di Almerico dei Lavellongo |                                              |  |  |       |  |  |               |  |  |                 |  |
|                    | ... | …                                     |                                              |  |  |       |  |  |               |  |  |                 |  |
|                    | ... | …                                     |                                              |  |  |       |  |  |               |  |  |                 |  |
|                    | ... | …                                     |                                              |  |  |       |  |  |               |  |  |                 |  |
| Nicolò da Dovara   | ... |                                       |                                              |  |  |       |  |  |               |  |  |                 |  |
|                    |     | ...                                   | …                                            |  |  |       |  |  |               |  |  |                 |  |
|                    |     | ...                                   | …                                            |  |  |       |  |  |               |  |  |                 |  |
|                    |     | ...                                   | …                                            |  |  |       |  |  |               |  |  |                 |  |
| Anna Dovara        |     | ...                                   |                                              |  |  |       |  |  |               |  |  |                 |  |
|                    |     | ...                                   | …                                            |  |  |       |  |  |               |  |  |                 |  |
|                    |     | ...                                   | …                                            |  |  |       |  |  |               |  |  |                 |  |
|                    |     | ...                                   | …                                            |  |  |       |  |  |               |  |  |                 |  |
| ...                |     | ...                                   |                                              |  |  |       |  |  |               |  |  |                 |  |
|                    |     | ...                                   | …                                            |  |  |       |  |  |               |  |  |                 |  |
|                    |     | ...                                   | …                                            |  |  |       |  |  |               |  |  |                 |  |
|                    |     | ...                                   | …                                            |  |  |       |  |  |               |  |  |                 |  |
|                    |     | ...                                   |                                              |  |  |       |  |  |               |  |  |                 |  |